# Sistema de autoria
Um sistema de autoria é um programa que possui elementos pré-programados para o desenvolvimento de títulos de software multimídia interativos. Os sistemas de autoria podem ser definidos como softwares que permitem ao seu usuário criar aplicações multimídia para manipulação de objetos multimídia.
No desenvolvimento de software educativo, um sistema de autoria é um programa que permite que um não programador, geralmente um designer instrucional ou tecnólogo, crie facilmente software com recursos de programação. Os recursos de programação são integrados, mas escondidos atrás de botões e outras ferramentas, de modo que o autor não precisa saber como programar. Geralmente, os sistemas de autoria fornecem muitos gráficos, muita interação e outras ferramentas que os softwares educacionais precisam. Os três principais componentes de um sistema de autoria são: organização de conteúdo, controle de entrega de conteúdo e tipo(s) de avaliação. A organização de conteúdo permite ao usuário estruturar e sequenciar o conteúdo instrucional e a mídia. O controle da entrega do conteúdo se refere à capacidade do usuário de definir o ritmo em que o conteúdo é entregue e como os alunos interagem com o conteúdo. Avaliação refere-se à capacidade de testar resultados de aprendizagem dentro do sistema, geralmente na forma de testes, discussões, tarefas e outras atividades que podem ser avaliadas.
Um sistema de autoria geralmente inclui uma linguagem de autoria, uma linguagem de programação criada (ou estendida) com funcionalidade para representar o sistema de tutoria. A funcionalidade oferecida pela linguagem de criação pode ser uma funcionalidade de programação para uso por programadores ou uma funcionalidade de representação de domínio para uso por especialistas no assunto. Há sobreposição entre linguagens de criação com funcionalidade de representação de domínio e linguagens de domínio específicas.